# Smiths Station
Smiths Station és una població dels Estats Units a l'estat d'Alabama. Segons el cens del tenia 21.756 habitants.

## Demografia
Segons el cens del 2000, Smiths Station tenia 21.756 habitants, 7.806 habitatges, i 6.252 famílies La densitat de població era de 118 habitants/km².
Dels 7.806 habitatges en un 44,6% hi vivien nens de menys de 18 anys, en un 64,4% hi vivien parelles casades, en un 11,4% dones solteres, i en un 19,9% no eren unitats familiars. En el 16,5% dels habitatges hi vivien persones soles el 4,8% de les quals corresponia a persones de 65 anys o més que vivien soles. El nombre mitjà de persones vivint en cada habitatge era de 2,79 i el nombre mitjà de persones que vivien en cada família era de 3,12.
Per edats la població es repartia de la següent manera: un 30,4% tenia menys de 18 anys, un 7,9% entre 18 i 24, un 34,9% entre 25 i 44, un 19,6% de 45 a 60 i un 7,2% 65 anys o més.
L'edat mediana era de 32 anys. Per cada 100 dones hi havia 98,4 homes. Per cada 100 dones de 18 o més anys hi havia 95,7 homes.
La renda mediana per habitatge era de 43.977 $ i la renda mediana per família de 47.765 $. Els homes tenien una renda mediana de 32.246 $ mentre que les dones 23.707 $. La renda per capita de la població era de 17.608 $. Aproximadament el 7,2% de les famílies i el 8,9% de la població estaven per davall del llindar de pobresa.

## Poblacions properes
El següent diagrama mostra les poblacions més properes.